# Heteronychia bergsoni
Heteronychia bergsoni är en tvåvingeart som beskrevs av Andy Z. Lehrer 1993. Heteronychia bergsoni ingår i släktet Heteronychia och familjen köttflugor.
Artens utbredningsområde är Swaziland. Inga underarter finns listade i Catalogue of Life.